# Baliemrietvink
De baliemrietvink (Lonchura teerinki) is een zangvogel uit de familie van de prachtvinken (Estrildidae). De Baliem is een rivier in Nieuw-Guinea.

## Verspreiding en leefgebied
Deze soort is endemisch in Nieuw-Guinea.